# Любов і кольт 45-го калібру
«Любов і кольт 45-го калібру» (англ. Love and a .45) — американський трилер 1994 року.

## Сюжет
Ватті Ваттс і його подружка Старлін — звичайні злодії. Вони грабують з незарядженою зброєю і ніколи нікого не вбивають. Приятель-наркоман Біллі ослухався Ватті і застрелив касирку, яка бачила його обличчя. Після цього кров і насильство переслідують молоду пару.

## У ролях
- Джил Беллоуз — Ватті Ваттс
- Рене Зеллвегер — Старлін Чейтем
- Рорі Кокрейн — Біллі Мак Блек
- Джеффрі Комбс — Динозавр Боб
- Джейс Александр — Моторошний Коді
- Енн Веджуорт — Тейлін Чейтем
- Пітер Фонда — Верджил Чейтем
- Теммі Ле Бланк — стриптизерка
- Вайлі Віггінс — молодий клерк
- Джек Ненс — суддя Турман
- Шарлотта Росс — Мері Енн
- Майкл Боуен — рейнджер X
- Скотт Роланд — простак
- Тодд Коннер — поліцейський
- Річард Ротенберг — продавець у крамниці фототоварів
- Стофер Фінлі — молодий хлопець
- Бред Леленд — водій броньованої вантажівки
- Огустен Соліс — прикордонник

У титрах не вказані
- Кевін Бірв — хлопець з телефона-автомата
- Гурт The Reverend Horton Heat — музичний виконавець
- Дерін Скотт — репортер
- Сі-Ем Токінгтон — художник з татуювання